# Bass Rock (Grönland)
Bass Rock (deutsch auch Bass Klippe) ist ein Felseiland im Nordost-Grönland-Nationalpark und gehört zu den Pendulum Øer.

## Geographie
Als östlichste Insel der Gruppe liegt Bass Rock etwa 800 Meter vor dem nordöstlichen Kap Hartlaub der Insel Lille Pendulum. Östlich des Eilands reicht die Sirius Water Polynja, ein gewöhnlich eisfreies Meeresgebiet, von der Insel Shannon im Norden bis Hvalrosø im Südwesten und eröffnet den hier brütenden Seevögeln gute Lebensbedingungen. Bass Rock ist 142 Meter hoch.

## Geschichte
Als erster Europäer erreichte der Brite Douglas Charles Clavering die Pendulum Øer im Jahr 1823 mit der HMS Griper. Er benannte das markante Felseiland nach dem gleichnamigen Felsen im schottischen Firth of Forth, an den es ihn erinnerte. 1901 ließ Evelyn Briggs Baldwin auf Bass Rock zwei achteckige Hütten errichten und mit Versorgungsgütern für seine geplante Expedition von Franz-Josef-Land über den geographischen Nordpol an die Ostküste Grönlands füllen. Baldwins Vorstoß zum Pol fand nie statt, die Hütten und Vorräte retteten aber Ejnar Mikkelsen, einem Mitglied seiner Expedition, zehn Jahre später das Leben. Mikkelsen war mit einem Kameraden auf der Suche nach dem verschollenen Ludvig Mylius-Erichsen und dessen wertvollen Tagebüchern selbst in Not geraten und musste zweimal ungeplant in Nordost-Grönland überwintern. Nach der Nutzung der Hütten auf Bass Rock im Winter 1911/12 wurde er dort von der Besatzung des norwegischen Dampfers Sjöblomsten gefunden. Von den Hütten, die heute noch auf der Insel stehen, ist eine in gutem Erhaltungszustand und stellt das älteste nutzbare Gebäude in Nordost-Grönland dar.